# Podtiosowo
Podtiosowo (ros. Подтёсово) – osiedle typu miejskiego w Rosji, w Kraju Krasnojarskim, w rejonie jenisejskim. W 2010 liczyło 4718 mieszkańców.